# Groene vleesvlieg
De groene vleesvlieg (Lucilia sericata, synoniem: Phaenicia sericata) is een algemeen voorkomende vliegensoort uit de familie van de bromvliegen (Calliphoridae). De wetenschappelijke naam van de soort werd gepubliceerd in 1826 door Meigen.
De vlieg kan tussen de 10 en 14 mm lang worden, en is te herkennen aan de metaalachtige blauwgroene of gouden kleuring met zwarte noteringen op de rug.
De groene vleesvlieg leeft vooral als larve (made) van vlees van levende dieren, en is berucht in de veehouderij omdat onder andere schapen levend worden opgegeten (myiasis). 
Andere soorten vleesvliegen zetten de eitjes af op andere dieren of de maden leven van mest, zoals de groene keizersvlieg (Lucilia caesar). De paddenvlieg (Lucilia bufonivora) zet de eitjes af in de neusgaten van levende padden, waarna de larven eerst de kop van binnenuit consumeren met de dood van de gastheer tot gevolg. Vervolgens wordt het kadaver verder uitgehold.

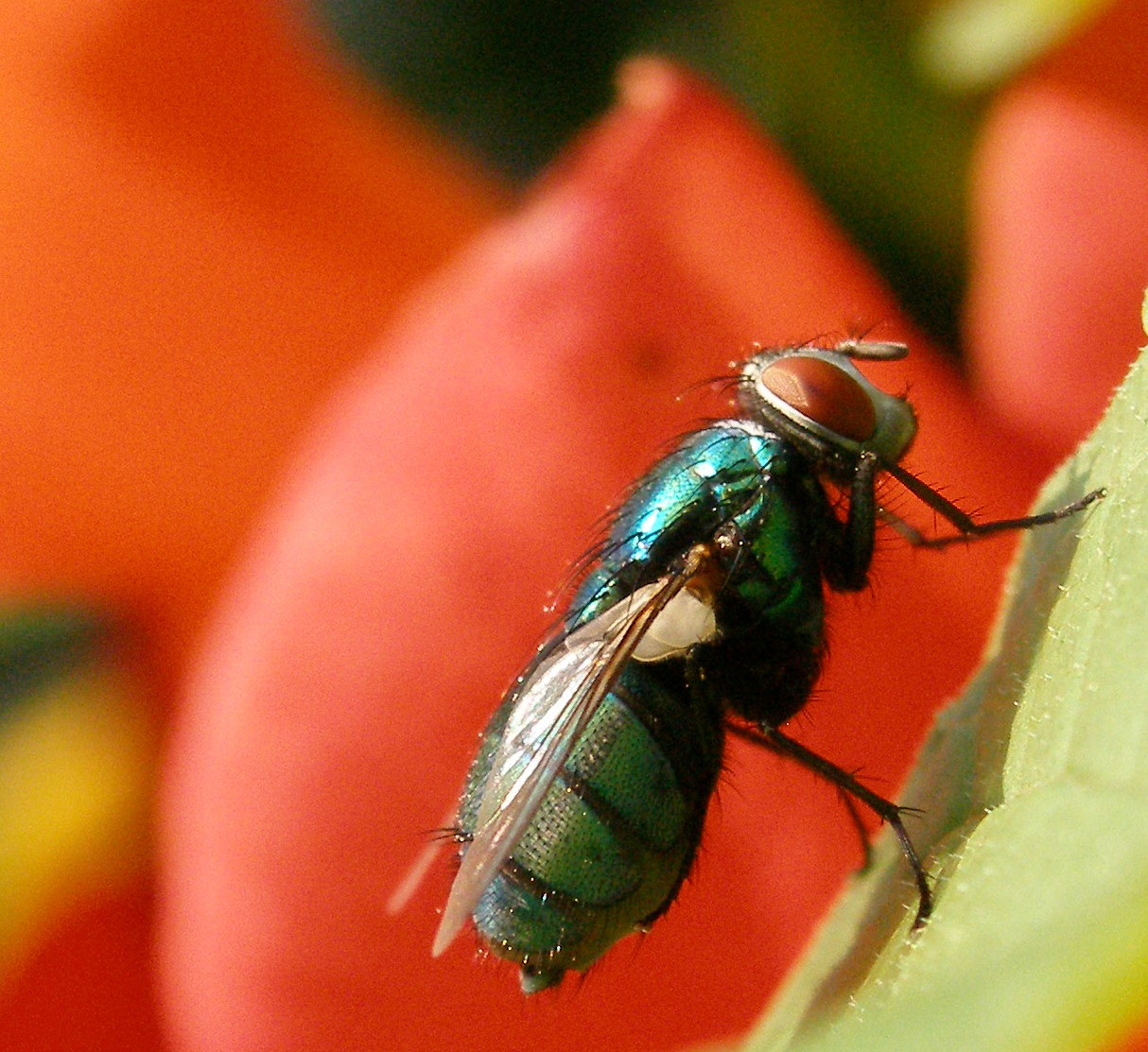
Groene vleesvlieg

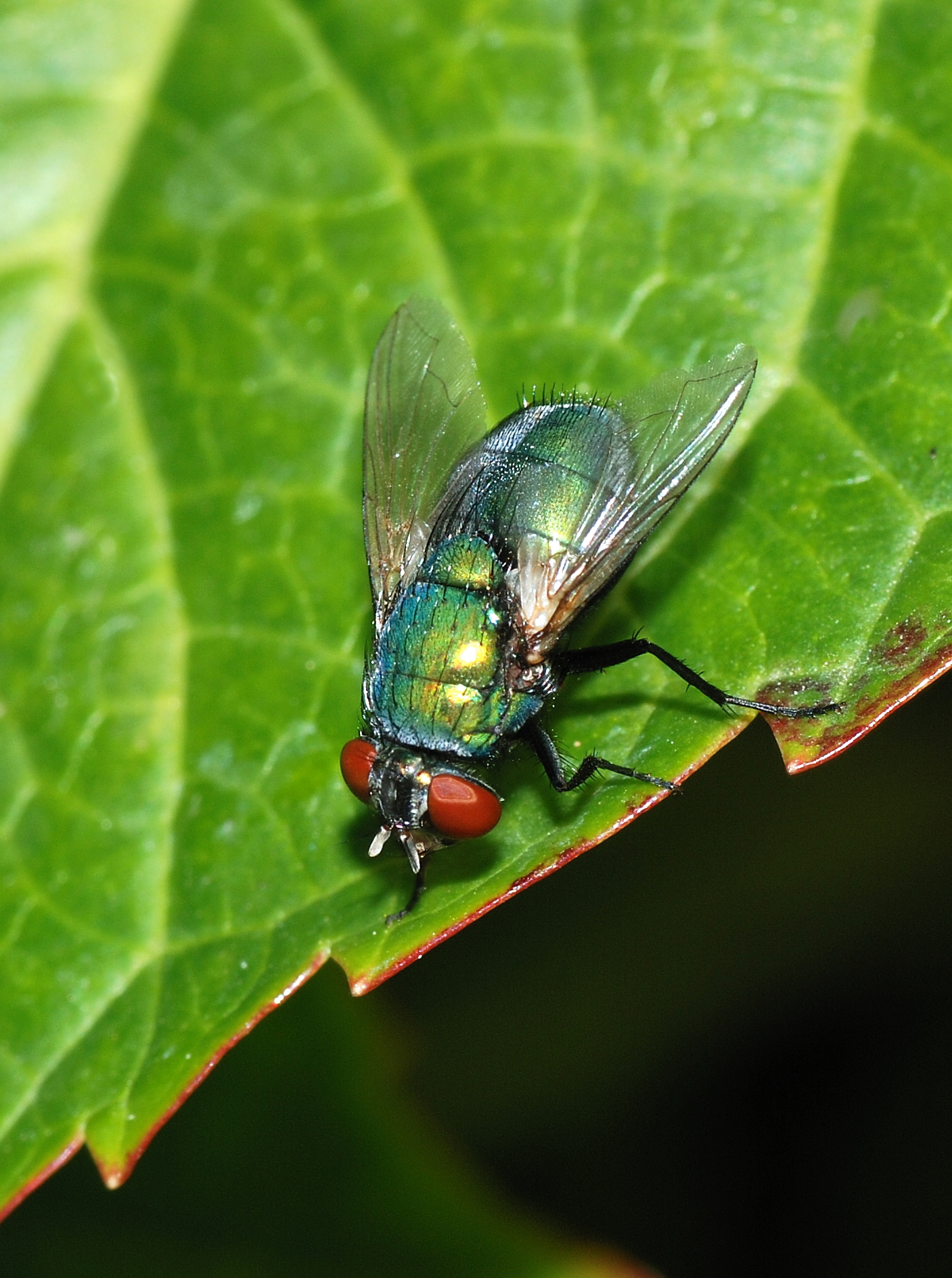